# Brnaze
Brnaze su naselje u sastavu grada Sinja, u Cetinskoj krajini, u Splitsko-dalmatinskoj županiji.

## Zemljopis
Brnaze su 2011. godine imale 3184 stanovnika, a bile treće naselje po veličini u sklopu Grada Sinja i četvrto po površini od 22 km2. Nalaze se južno od Sinja, prateći ceste D-1 i D-60. Poljski dio unutar i izvan hidromeliorativnog sustava na visini je od 296 do 320 mnm, odnosno do razdjelnice koju tvore D-1 od Sinja do križanja ceste Split – Trilj i D-60, od tog križanja do Turjaka. Viši osojni dio je na visini do 380 mnm, a najveći vrhovi (Gaj) su na 440 mnm. Postoji nekoliko estavela, od kojih su glavne Gorućica i Tomaškovac sa značajnijim količinama vode samo za dugotrajnih kiša.
Na polovici dužine sela, južno od križanja ceste Sinj-Trilj-Split postoji brdski istak istočno, u pravcu polja dužine 1000 i širine 500 m, 365 mnm – Brnaška glavica. Obilježava je poluotočni izgled u ravnici Sinjskog polja, na kojoj su pronađeni povijesno-kršćanski, miholjski tragovi. Tu su i dva danas napuštena kamenoloma, koji su, s obzirom na geološko obilježje i položaj te potrebe Sinja i melioracije Sinjskog polja, otvoreni polovicom 20. stoljeća, a zatvorene 1978. godine.

## Stanovništvo
| broj stanovnika | 718   | 905   | 787   | 950   | 1126  | 1199  | 1495  | 1722  | 1712  | 1846  | 2108  | 2536  | 3126  | 3097  | 3223  | 3184  | 3124  |
|                 | 1857. | 1869. | 1880. | 1890. | 1900. | 1910. | 1921. | 1931. | 1948. | 1953. | 1961. | 1971. | 1981. | 1991. | 2001. | 2011. | 2021. |

Stanovništvo Brnaza je u potpunosti hrvatsko, a deset najčešćih prezimena su Vučković, Mandac, Šabić, Mastelić, Ivković, Marić, Jagnjić, Čarić, Jukić i Vukasović-Lončar.

## Povijest
Brnaze su do 1890. iskazivane pod imenom Brnace. Naselje Brnaze 1991. smanjeno je za dio naselja koji je pripojen naselju Sinju.
U prošlosti su se mještani uglavnom bavili poljoprivredom i stočarstvom. 
Na Mioljači se nalaze ostatci starohrvatske crkve sv. Mihovila sa šest apsida iz IX. ili X. st., sagrađene vjerojatno na temeljima crkve iz ranokršćanskoga doba. Pronađeni su ulomci crkvenoga kamenog namještaja iz starohrvatskoga doba, dio ranokršćanske oltarne pregrade i nekoliko antičkih spomenika. U crkvi i oko nje otkriveni su kasnosrednjovjekovni grobovi s različitim prilozima (prstenje, naušnice, ostruge, novac).
U NOB-u tijekom Drugog svjetskog rata sudjelovala su 262 stanovnika.
U rujnu 1943. njemačke postrojbe na putu za Split u Brnazama su ubili 38 osoba, a franjevca Rafu Kalinića živoga bacili u vatru.
Mještani Brnaza sudjelovali su u velikom broju u Domovinskom ratu, pretežito u sastavu 126. sinjske brigade HV-a (od 6. listopada 1991.) kao i 2. pješačke bojne u sastavu 4. gardijske brigade, a početkom Domovinskog rata u sastavu rezervnog sastava MUP-a i 3. satnije HOS-a Sinj.

## Šesterolisna crkva
Na lokalitetu Mijoljača nalazila se arheološki istražena crkva šesterolisnog tlocrta sagrađena u 9. stoljeću, posvećena Sv. Mihovilu Arkanđelu. Crkvu je istraživao Stjepan Gunjača u razdoblju od 1947. do 1948., a rezultate istraživanja publicirao je 1955. Temelji crkve su danas potpuno uništeni, zbog otvaranja kamenoloma, tzv. Male Kave. Crkva na Mijoljači bila je jedna u skupini nekoliko šesterolisnih dalmatinskih crkava, koje možemo naći u Hrvatskoj u Kašiću, Škabrnji, Trogiru, Splitu, Pridrazi i Zadru te u Rogačićima u Bosni. Ove crkve predstavljaju izraziti regionalni građevinski tip predromaničke sakralne arhitekture u ranosrednjovjekovnoj Dalmaciji.
Položaj lokaliteta jest 43°40′45″N 16°40′01″E / 43.67917°N 16.66694°E.

## Crkva
Filijalna zajednica svetog Nikole Tavelića, koja pripada Župi Čudotvorne Gospe Sinjske, u Brnazama osnovana je 1972. godine, a blagdan svetoga Nikole Tavelića u Brnazama je prvi put proslavljen 1969. godine. 
Stara Crkva sv. Nikole Tavelića u Brnazama sagrađena je godine 1972., prema nacrtu arh. Ante Baraća. To je bila jednostavna betonska građevina s lađom i apsidom te natkrivenim ulazom, koja je na vrhu pročelja imala križ. Crkva je ujedno služila i za održavanje vjeronauka. U rujnu 2018. godine Crkva je srušena, a na istom mjestu 11. studenoga 2018. blagoslovljen je i postavljen kamen temeljac nove Crkve svetoga Nikole Tavelića. 
Dana 9. lipnja 2020. godine, održano je svečano slavlje blagoslova križa i zvona za zvonik Crkve Sv. Nikole Tavelića u izgradnji. Na zvonik, koji je visok 40,50 metara, podignuta su četiri zvona i križ. Najveće zvono posvećeno je Blaženoj Djevici Mariji, Čudotvornoj Gospi Sinjskoj, zaštitnici Župe, Sinja i Cetinskog kraja: Ton FA (F), promjer 107 cm, težina 740 kg. Drugo zvono posvećeno je sv. Nikoli Taveliću, naslovniku crkve i zaštitniku Brnaza: Ton SOL (G), promjer 95 cm, težina 540 kg. Treće zvono, posvećeno je sv. Franji Asiškom utemeljitelju franjevačkog reda: Ton LA (A), promjer 85 cm, težina 360 kg. Četvrto zvono, posvećeno je sv. Anti Padovanskom, omiljenom franjevačkom svecu: Ton SI (H), promjer 75 cm, težina 250 kg.   

## Kultura i tradicija
U Brnazama od 1975. godine djeluje KUD Brnaze.
Među tradicionalnim (pučkim) priredbama, ističe se Vučkovića dječja alka, koja se od 1955. godine održava na "malom alkarskom trkalištu" u Vučkovića ulici u Brnazama. Prema lokalnim izvorima, dječja alka trči se svake godine pred kraj alkarskih svečanosti u čast predaka koji su se istaknuli u obrani Cetinske krajine i Sinja od Turaka, prije svega fra Pavla Vučkovića, njegove braće, serdara Tadije i Mije te njegovih nećaka, serdara Josipa, Stipana i Ivana Vučkovića.
Povodom jubilarne 60. Vučkovića dječje alke (2015. g.) u Brnazama je na inicijativu Udruge "Dječja Alka Vučkovića" i uz podršku MORH-a, postavljen brončani spomenik "alkariću", rad akademskog kipara Ivana Fiolića.

## Poznati Brnažani
- Ante Tomašević (1872. – 1918.), sportaš, prvak Austro-Ugarske u hrvanju[23]

- Josip Šentija (1931. – 2020.), novinar, publicist i leksikograf[24]

- Marijan Mandac (1939. – 2023.), franjevački svećenik, teolog i prevoditelj[25]

- Anđelko Vučković (1942. – 2007.), peterostruki slavodobitnik Sinjske alke,[26] hrvatski branitelj[27]

## Šport
- NK Brnaze – Nogomet
- MNK Brnaze – Mali Nogomet
- KK Sokol – Brnaze – Konjički Klub
- KK Alamo – Konjički Klub

### Članci
- Dukić, Josip. 2011. Tri župe Splitsko-makarske biskupije: Vidonje, Ruda i Drvenik u vihoru rata i poraća (1941.-1950.). Crkva u svijetu. Sveučilište u Splitu - Katolički bogoslovni fakultet. Split. 46 (3): 318–341